# William Curry and Olive Price Holden House
Pour les articles homonymes, voir Casa Grande.
La William Curry and Olive Price Holden House – ou Casa Grande – est une maison américaine à Lubbock, dans le comté de Lubbock, au Texas. Construite en 1930-1931 dans un style Pueblo Revival, elle est inscrite au Registre national des lieux historiques depuis le 5 août 1994. Elle constitue par ailleurs une propriété contributrice au district historique des Holden Properties depuis la création de ce district historique le 29 mai 1998.